# 马哈迪科学奖
马哈迪科学奖于2004年8月17日由马来西亚前首相马哈迪·莫哈末推介，两年評選一次，旨在表扬全球通过科学与科技解决问题的科学家和机构。该奖项由马哈迪颁发。

## 著名得奖者
- 袁隆平[4]（中国杂交水稻育种专家，中国工程院院士。现任中国国家杂交水稻工作技术中心主任暨湖南杂交水稻研究中心主任、湖南农业大学教授、中国农业大学客座教授、联合国粮农组织首席顾问、湖南省科协副主席）

## 外部連結
- MSA foundation （页面存档备份，存于）